# Bucky Harris
Stanley Raymond „Bucky“ Harris (* 8. November 1896 in Port Jervis, New York; † 8. November 1977 in Bethesda, Maryland) war ein US-amerikanischer Baseballspieler und -manager in der Major League Baseball (MLB).

## Biografie

Bucky Harris bei einem Slide an der 3. Base

Harris erlernte das Baseballspiel in den Bergbaugebieten von Pennsylvania. 1915 begann seine Sportlerkarriere in den Minor Leagues, vier Jahre später schaffte er den Sprung in die MLB zu den Washington Senators als Second Baseman. Bereits 1924 übernahm er auch den Posten des Managers bei den Senators, mit 27 Jahren war Harris der jüngste Manager in der gesamten Liga. Am Ende des Jahres stand sogar der größte Erfolg in den Annalen des Clubs. Gegen die New York Giants gewannen die Senators ihren einzigen World-Series-Titel in einer umkämpften Serie mit 4:3 Siegen.
Nach einem weiteren Titel in der American League 1925 unterlag man den Pittsburgh Pirates in der World Series mit 3:4. Die Detroit Tigers verpflichteten Harris 1929, auch hier war er gleichzeitig Spieler und Manager. Weitere Stationen bei den Boston Red Sox und erneut den Senators folgten. Bei den Philadelphia Phillies wurde er 1943 zur Mitte der Saison gefeuert.
Zwischenspiele in den Minor Leagues folgten, bis Harris 1947 die New York Yankees übernahm und gleich einen weiteren World-Series-Sieg feiern konnte. Die Yankees verließ er nach der Saison 1948. In diesem Jahr hatte er einen Cameo-Auftritt in der Filmbiografie The Babe Ruth Story. Seine letzten Stationen als Manager waren die Senators und die Detroit Tigers.
Das Veterans Committee wählte Bucky Harris 1975 in die Baseball Hall of Fame.